# Niesłusz (Konin)

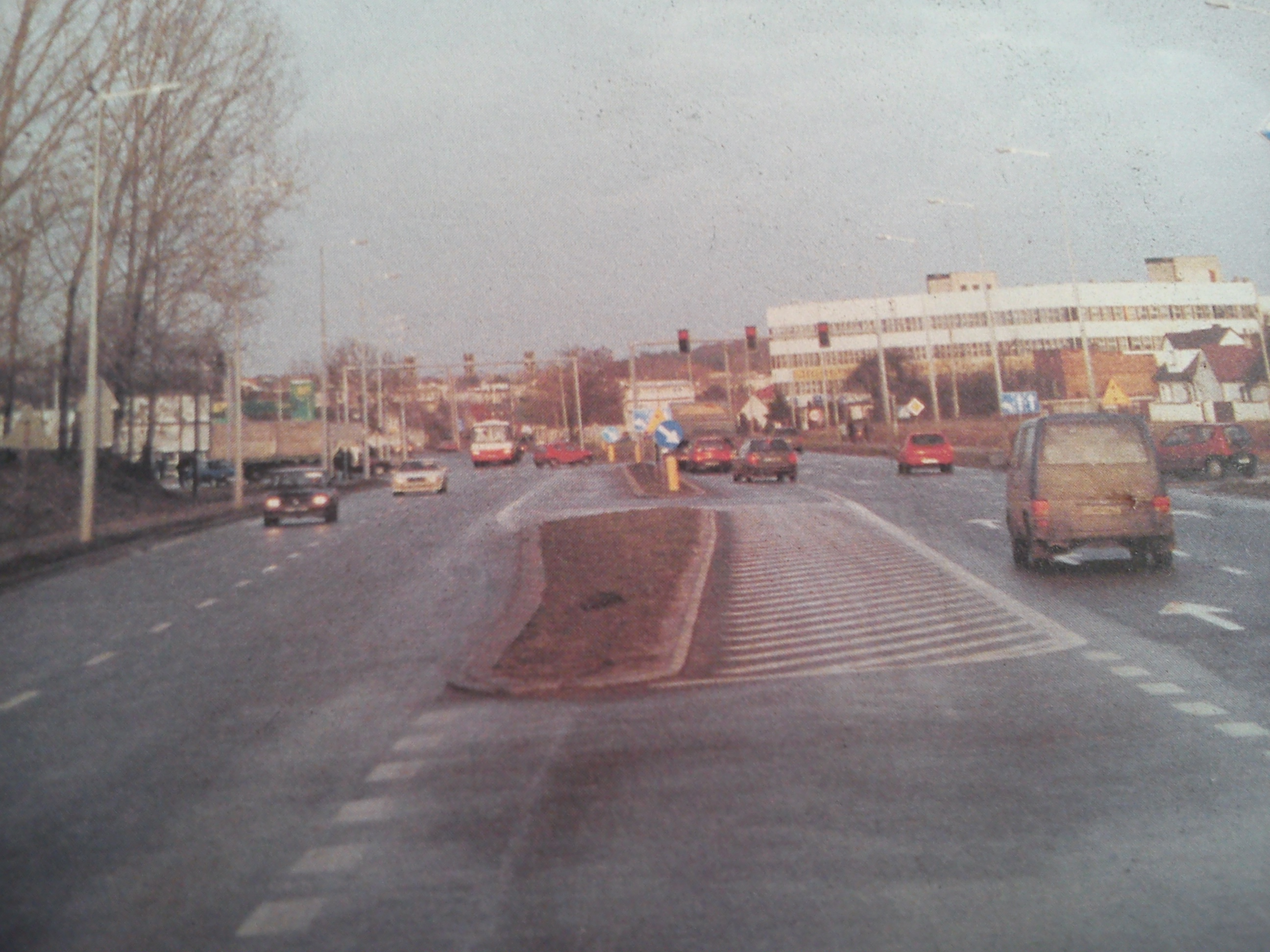
Ulica Przemysłowa w 1999 roku

Niesłusz – dzielnica Konina, osiedle domków jednorodzinnych. Znajduje się w północnej części miasta, przy ulicy Przemysłowej. Na osiedlu istniały Zakłady Przemysłu Odzieżowego „Konwart” (obecnie część zburzona), które dawały zatrudnienie kobietom z Niesłusza.
W skład dzielnicy wchodzi jeszcze sąsiednie osiedle Marantów.
Ulice :
- Przemysłowa (odcinek)
- Jeziorna
- Okólna (odcinek)
- Leśna
- Tadeusza Makowskiego
- Jana Matejki
- Józefa Chełmońskiego
- Stanisława Wyspiańskiego
- Jacka Malczewskiego
- Olgi Boznańskiej
- Juliana Fałata
- Braci Gierymskich

Przez Niesłusz przebiega droga krajowa nr 25 (Ulica Przemysłowa). Przez dzielnicę przejeżdżają autobusy MZK o liniach: 55, 56, 64, 65. Niesłusz od wschodu graniczy osiedlem V oraz osiedlem Va (które to należą do dzielnicy Glinka), od południa i zachodu z dzielnicą Czarków (poprzez osiedle Legionów oraz osiedle Zatorze) i od północy z dzielnicą Maliniec.
W latach 1954–1957 wieś Niesłusz należała i była siedzibą władz gromady Niesłusz, po jej zniesieniu w gromadzie Morzysław, którą zniesiono w 1967 r. przez wcielenie do miasta Konin.